# Síndrome de realimentació
La síndrome de realimentació és un trastorn metabòlic que es produeix com a resultat d'estar reiniciant la nutrició en persones i animals que pateixen inanició, estan greument desnodrits o metabòlicament estressats a causa d'una malaltia greu. Quan es menja massa aliments o suplements nutricionals líquids durant els primers quatre o set dies posteriors al reinici de l'alimentació, llavors la producció de glucogen, greix i proteïnes a les cèl·lules pot provocar concentracions sèriques baixes de potassi, magnesi i fosfat. Degut a això, símptomes i signes cardíacs, pulmonars i neurològics poden ser atribuïbles a la síndrome de realimentació. Els baixos minerals sèrics, si són prou greus, poden ser fatals.